# Національний демократичний інститут
Національний демократичний інститут (НДІ), або Національний демократичний інститут з міжнародних відносин, позапартійною, некомерційною, неурядовою організацією, яка працює задля посилення демократичних інститутів у всьому світі шляхом залучення громадянського суспільства, сприяючи відкритості та підзвітності влади.
З часу свого заснування в 1983 році НДІ та його місцеві партнери працюють задля забезпечення проведення чесних виборів, залучення громадян до суспільних процесів, сприяють відкритості та прозорості влади, а також збільшенню рівня політичної участі жінок.

## Історія
НДІ був заснований в 1983 році, незабаром після того, як Конгрес США створив Національний фонд на підтримку демократії. Створення Національного фонду на підтримку демократії супроводжувалося створенням трьох суміжних інститутів — Центру міжнародного приватного підприємництва, Національного демократичного інституту міжнародних відносин та Національного республіканського інституту міжнародних відносин (пізніше перейменованого в Міжнародний республіканський інститут). Фонд виступає як парасолькова організація, завдяки якій ці три інститути та все більша кількість інституцій приватного сектору отримуватимуть фінансування для здійснення програм за кордоном.
У березні 2016 року НДІ був визнаний «небажаною організацією» в Росії.

## Ідеологія
НДІ є позапартійною організацією і не працює у Сполучених Штатах Америки. НДІ не займає позиції щодо виборів у США, проте має слабку приналежність до Демократичної партії США і є «організацією, що співпрацює» з Ліберальним Інтернаціоналом.[джерело?]

## Напрямки роботи
Основні напрямки роботи НДІ включають: залучення громадян, вибори, дебати, демократичне управління, демократія та технології, політичне включення маргіналізованих груп, гендер, жінки та демократія, мир і безпека, політичні партії та політична участь молоді. [джерело?]
Заявлена місія організації — «підтримувати та зміцнювати демократичні інститути у всьому світі за допомогою участі громадян, відкритості та підзвітності в уряді»[джерело?]

## Розташування
За роки роботи НДІ здійснював діяльність в більш ніж 156 країнах. На даний час працює понад 50 місцевих представництв НДІ, які працюють над зміцненням та підтримкою демократії по всьому світу.
НДІ працює на п'яти континентах з політичними партіями, урядами, парламентами та громадськими групами для створення та зміцнення демократичних інститутів та практик. НДІ використовує багатонаціональний підхід, з основним повідомленням про те що хоча не існує єдиної демократичної моделі, всі основні демократичні принципи поділяються усіма демократіями. Детальну інформацію про програмну роботу НДІ в різних регіонах та країнах можна знайти на офіційному сайті у розділі «Де ми працюємо».

## Національний Демократичний Інститут в Україні
Київ, вулиця Володимирська, 49,  «Золоті ворота»;
ndi.org
Революція гідності 2014 року підтвердила, що українці прагнуть до демократичних реформ та тісніших стосунків із Заходом. Дослідження громадської думки від НДІ показало, що українці прагнуть краще реагуючого політичного управління та більш інклюзивної політичної культури.
НДІ надає демократичним політичним лідерам та громадським активістам необхідні навички та інструменти для створення ефективних та представницьких партій з національною підтримкою. НДІ консультується з партійними лідерами щодо залучення та заохочення жінок до партійної діяльності та включення гендерної політики в партійні програми. Окрім того, робота НДІ з українськими громадськими організаціями та коаліціями допомагає цим партнерам розробити та впровадити комплексні стратегії адвокації, що залучають громадян на низовому рівні до прийняття публічних рішень. Програма дослідницьких досліджень допомагає партнерам НДІ зрозуміти зміну політичних поглядів і тенденцій в країні та розробити ефективні та чуйні стратегії та заходи з інформаційного забезпечення.
Український офіс NDI допомагав розвитку різних українських політичних партій, без огляду на їх ідеологічні розбіжності. У 2007—2009 офісом керувала Марта Коломиєць.